# SonarQube
SonarQube (previamente conhecido apenas como Sonar) é um popular software de análise estática, sendo um dos mais utilizados na indústria. Publicado sob uma licença de código aberto e desenvolvido pela empresa SonarSource, é usado no processo de revisão de código, como uma forma de revisão automática. Possui suporte a 29 linguagens de programação e capacidade de detectar bugs, código duplicado, cobertura de testes de software como testes unitários, alta complexidade ciclomática, entre outros problemas no código.

## Integrações
SonarQube é integrado com ferramentas de build como Maven, Ant, Gradle, e MSBuild, bem como com ferramentas de integração contínua como Bamboo, Jenkins, etc. As linguagens suportadas incluem Java, C#, C, C++, JavaScript, TypeScript, Python, e diversas outras.
Possui ainda integrações com IDEs como a Eclipse, Visual Studio, Visual Studio Code, e IntelliJ IDEA, além de plugins para GitHub e outros.
É publicado sob a licença GNU Lesser General Public License, possuindo uma versão enterprise paga.

## Recepção
Em 2009, recebeu o prêmio Jolt Awards sob a categoria "Ferramentas de testes".